# Bahinga
Bahinga is een bestuurslaag in het regentschap Flores Timur van de provincie Oost-Nusa Tenggara, Indonesië. Bahinga telt 877 inwoners (volkstelling 2010).